# هوگو تتروده
 هوگو تتروده (هلندی: Hugo Tetrode؛ زاده ۷ مارس ۱۸۹۵ درگذشته ۱۸ ژانویهٔ ۱۹۳۱)  فیزیک‌دان هلندی بود.